# D'assolo
D'Assolo è il secondo album da solista di Dodi Battaglia pubblicato nel 2003. 

## Il disco
Esso è composto da 10 brani tutti strumentali, eseguiti esclusivamente alla chitarra, usata con la sua cassa anche come strumento a percussione. Raccoglie del materiale composto in parte da Dodi parecchio tempo prima, ma che non aveva ancora trovato un'applicazione. Fu Roby Facchinetti ad incoraggiare Dodi ad utilizzare il materiale per un album strumentale.
Nel maggio 2012 D'Assolo viene ristampato con l'aggiunta di un nuovo brano, 4.3.2012, dedicato a Lucio Dalla, amico e collega di Dodi, scomparso a inizio marzo, e registrato nei primi giorni di marzo in concomitanza con i funerali di Dalla.

## Tracce della prima versione (2003)
1. Primavera a New York (Battaglia) - 3'41"
2. Corazón (Battaglia) - 3'04"
3. Treno per il mare (Battaglia) - 4'06"
4. La neve ad aprile (Battaglia) - 3'25"
5. Annalisa (Battaglia) - 3'02"
6. Nordinfesta (Battaglia-Zitello) - 3'05"
7. Romantica (Battaglia) - 3'39"
8. Per Tre (Battaglia) - 3'36"
9. 1º giugno (Battaglia) - 3'33"
10. D'Assolo (Battaglia) - 3'16"

## Tracce della ristampa del 2012
1. 4.3.2012 (Battaglia) - 4'07"
2. Primavera a New York (Battaglia) - 3'41"
3. Corazón (Battaglia) - 3'04"
4. Treno per il mare (Battaglia) - 4'06"
5. La neve ad aprile (Battaglia) - 3'25"
6. Annalisa (Battaglia) - 3'02"
7. Nordinfesta (Battaglia-Zitello) - 3'05"
8. Romantica (Battaglia) - 3'39"
9. Per Tre (Battaglia) - 3'36"
10. 1º giugno (Battaglia) - 3'33
11. D'Assolo (Battaglia) - 3'16"

## Formazione
Dodi Battaglia-chitarra acustica 
Franco Mussida-chitarra acustica (in Nordinfesta)
Maurizio Solieri-chitarra acustica (in Nordinfesta) 